# Arnaud Meunier
Arnaud Meunier est un metteur en scène français, actuellement directeur de la MC2: Maison de la Culture de Grenoble - Scène nationale.

## Biographie
En janvier 2021, Arnaud Meunier prend la direction de la Maison de la Culture de Grenoble (MC2). Il a auparavant dirigé La Comédie de Saint-Étienne, Centre dramatique national et son École Supérieure d’Art Dramatique, de janvier 2011 à décembre 2020. Au sein de cette structure, il met en scène les textes de Stefano Massini, Femme non-rééducable - Mémorandum Théâtral sur Anna Politkovskaïa et Chapitres de la chute, Saga des Lehman Brothers, qui obtient le Grand prix du Syndicat de la critique en 2014.

En 2015, il dirige Catherine Hiegel et Didier Bezace dans Le retour au désert de Bernard-Marie Koltès. Pour l’édition 2016 du Festival d’Avignon, il crée Truckstop de l’autrice néerlandaise Lot Vekemans à la Chapelle des Pénitents Blancs. Il poursuit l’exploration du théâtre de Stefano Massini avec la comédienne Rachida Brakni, dans la dernière pièce de l’auteur florentin Je crois en un seul dieu (2017).

En partenariat avec CalArts, The Californian Institute of the Arts de Los Angeles, il crée le spectacle Fore ! de l'autrice afro-américaine Aleshea Harris (2018). La même année, il passe commande à l'auteur Fabrice Melquiot pour la pièce J'ai pris mon père sur mes épaules. Elle sera créée en janvier 2019 avec notamment au plateau Philippe Torreton, Rachida Brakni et Vincent Garanger. En octobre de la même année, il crée également Candide de Voltaire, un spectacle pour huit comédiens et deux musiciens. En janvier et février 2021, il met en scène sa dernière production au sein de La Comédie, la très belle pièce de Laurent Mauvignier, Tout mon amour, avec cinq comédiens dont Anne Brochet et Philippe Torreton.
Interrompue par la pandémie, le spectacle prend la route cette saison et sera au Théâtre du Rond-Point du 17 mai au 5 juin 2022.
Arnaud Meunier a également travaillé pour l’opéra. Citons notamment : L’Enfant et les sortilèges au Festival d’Aix-en-Provence, édition 2012, et Ali-Baba à l’Opéra-Comique en 2014.

## Théâtre
- 2001 : Affabulazione de Pier Paolo Pasolini (théâtre Gérard-Philipe, Le Forum de Blanc-Mesnil)
- 2003 : Hany Ramzy (Le Joueur) d’Eddy Pallaro (Le Forum de Blanc-Mesnil)
  - El Ajouad (Les Généreux) d’Abdelkader Alloula (Le Forum de Blanc-Mesnil)
  - Pylade de Pier Paolo Pasolini. Création à la (Maison de la Culture d’Amiens suivie d'une tournée au Théâtre Paris-Villette)
- 2004 : La vie est un rêve de Pedro Calderón de la Barca. Création à la Maison de la culture d'Amiens suivie d'une tournée au Théâtre de Gennevilliers
  - Entrez dans le théâtre des oreilles de Valère Novarina. Création à la (Maison de la Culture d’Amiens)
- 2005 : Cent vingt-trois d’Eddy Pallaro. Spectacle Jeune Public à partir de 7 ans. Création à la Comédie de Reims suivie d'une tournée
- 2006 : La Demande d’emploi de Michel Vinaver, avec les comédien de la troupe Seinendan et Bungakuza Agora Théâtre, Tokyo
  - Avec les armes de la poésie à partir des poèmes de Pier Paolo Pasolini, Nazım Hikmet et Yánnis Rítsos, Maison de la Poésie –  Paris
- 2006 : Gens de Séoul d’Oriza Hirata. Création au Théâtre national de Chaillot suivie d'une tournée
- 2007 : En quête de bonheur, oratorio poétique et philosophique. Création à la Comédie de Reims suivie d’une tournée. Reprise à la Maison de la Poésie, Paris 2008
- 2008 : King de Michel Vinaver, création au Théâtre de Saint-Quentin-en-Yvelines. Reprise au Théâtre de la Commune – CDN d’Aubervilliers
- 2009 : Tori no tobu takasa (鳥の飛ぶ高さ), une adaptation japonaise d'Oriza Hirata de Par-dessus bord de Michel Vinaver. Création au Kyoto Art Center (Japon) et tournée en 2010 au Théâtre de la Ville – Paris
- 2011 : Le Problème de François Bégaudeau. Création au Théâtre du Nord à Lille. Coproduction Théâtre du Rond-Point et Théâtre de Marigny
- 2011 : 11 septembre 2001 de Michel Vinaver. Spectacle joué en avant-premières à La Comédie de Saint-Étienne – CDN et créé au Théâtre de la Ville à Paris.
- 2013 : Chapitres de la chute, Saga des Lehman Brothers de Stefano Massini. Création à La Comédie de Saint-Étienne, présenté au Théâtre du Rond-Point à Paris puis en tournée.
- 2014 : Femme non-rééducable de Stefano Massini. Création au Théâtre de la Commune à Aubervilliers.
- 2014 : L’Émission de télévision de Michel Vinaver / Shangai Theatre Academy (Chine)
- 2015 : Le retour au désert de Bernard-Marie Koltès /  création à La Comédie de Saint-Étienne
- 2016 : Truckstop de Lot Vekemans / création Festival d’Avignon 2016
- 2017 : Je crois en un seul dieu de Stefano Massini / création à La Comédie de Saint-Étienne
- 2018 : Fore ! de Aleshea Harris / Création à La Comédie de Saint-Étienne
  - 66 pulsations par minute de Pauline Sales. Spectacle de sortie des élèves de la promotion 28 de L’École de la Comédie / création au Festival Ado #9 | Le Préau – CDN de Normandie – Vire
- 2019 : J’ai pris mon père sur mes épaules de Fabrice Melquiot / Création à La Comédie de Saint-Étienne
- 2019 : Candide de Voltaire / Création à La Comédie de Saint-Étienne

## Opéra
- 2000 : Tri Sestri, Peter Eötvos – Ingo Metzmacher. Assistant à la mise en scène de Stanislas Nordey. Création au Reisnational Opera (Pays-Bas 1999). Reprise au Staatsoper de Hambourg (Allemagne 2000)
- 2003  : Zeim re dei Geni, opéra-Théâtre de Carlo Argeli représenté au « 28e Cantiere Internazionale d’Arte de Montepulciano » (Italie)
- 2005 : Le Cyclope, opéra pour acteurs de Betsy Jolas d’après Euripide, Le Forum de Blanc-Mesnil
- 2007 : Pelléas et Mélisande Claude Debussy – Maurice Maeterlinck  Direction Simon Rattle. Metteur en scène associé à Stanislas Nordey. Création au Festival de Pâques de Salzbourg (avril 2006). Reprise à Covent Garden (Londres mai 2007)
- 2008 : Mélancholia, Georg Friedrich Haas – Emilio Pomerico. Dramaturge et collaborateur artistique pour Stanislas Nordey. Création mondiale à l’Opéra de Paris (Garnier)
- 2012 : L’Enfant et les Sortilèges, Maurice Ravel – Colette, direction : Didier Puntos. Création au Festival d’Art lyrique d’Aix-en-Provence et tournée
- 2014 : Ali Baba, Charles Lecocq – Albert Vanloo et William Busnach. Direction Jean-Pierre Haeck. Création à l’Opéra-Comique

## Prix et récompenses
- juin 2018 : prix de l’esprit d’entreprendre[1] dans la catégorie Révolutionner organisé par Acteurs de l’Économie
- juin 2014 : grand prix du syndicat de la critique (meilleur spectacle théâtral de l'année) pour Chapitres de la Chute, Saga des Lehman Brothers de Stefano Massini
- juin 2014 : nomination aux Molières 2014 pour le Molière du Théâtre public.